# Сендзіміровиці
Сендзіміровиці (пол. Sędzimirowice) — село в Польщі, у гміні Блашки Серадзького повіту Лодзинського воєводства.
Населення — 262 особи (2011).
У 1975-1998 роках село належало до Серадзького воєводства.

## Демографія
Демографічна структура станом на 31 березня 2011 року:
|          | Загалом | Допрацездатний вік | Працездатний вік | Постпрацездатний вік |
| -------- | ------- | ------------------ | ---------------- | -------------------- |
| Чоловіки | 140     | 34                 | 98               | 8                    |
| Жінки    | 122     | 24                 | 70               | 28                   |
| Разом    | 262     | 58                 | 168              | 36                   |